# Javad Foroughi
Javad Foroughi, född 11 september 1979 i Dehloran, är en iransk sportskytt.
Han blev olympisk guldmedaljör i 10 meter luftpistol vid sommarspelen 2020 i Tokyo.